# غوست غو ليمتد
شركة غوست المحدودة، هي شركة تطوير ألعاب الفيديو التابعة لكوي تيكمو، تأسست عام 1993 في ناغانو، ومقرها حالياً في يوكوهاما، اليابان. أشهر ألعابها، هي سلاسل أتيلير.

## تاريخ
بدأت الشركة بإنشاء ألعاب دوجينشي لأجهزة الكمبيوتر الشخصية. .كان مشروعها الأول هو قصة الملك آريس (アレス王の物語) للكمبيوتر الشخصي PC-9801. في عام 1994، أصبحت الشركة المطور الرسمي لوحدة تحكم ألعاب الفيديو Sony PlayStation، وكان أول منتج لها من PlayStation هو لعبة المحاكاة Falcata (ファルカタ). Falcata (ファルカタ). في عام 1997، قامت الشركة بتطوير سلاسل أتيليير، من خلال أولى ألعابها أتيليير ماري.في 7 ديسمبر 2011، استحوذت شركة النشر اليابانية Koei Tecmo على الشركة من مالكها السابق شركة Keiken Holdings مقابل 2.2 مليار ين كشركة فرعية مملوكة بالكامل. شركة أعلنت في 28 يوليو 2014 أنه سيتم استيعاب Gust من قبل الشركة الأم Koei Tecmo في 1 أكتوبر 2014، وستستمر في تطوير سلسلة الألعاب الحالية والملكية الفكرية الجديدة باسم "Gust Nagano Development Group. في عام 2015، أصدرت Gust موقعًا جديدًا يسمى "Gust Social" حصريًا لألعابها الاجتماعية، بدءًا من Nights of Azure وAtelier Sophie وCiel Nosurge كأول موقع تم الإعلان عنه، بغرض تحسين التواصل مع تعليقات المعجبين. يسمح موقع الويب للمعجبين بإنشاء حساب Gust ID الذي يسمح لهم بالمشاركة في الاستطلاعات وشراء المنتجات من متجر Gust عبر الإنترنت ومجموعة متنوعة من المحتويات الأخرى ذات الصلة. بالإضافة إلى ذلك، يعمل Gust Social كموقع إخباري نشط لألعابه الاجتماعية الجديدة. في عام 2016، أثناء إعادة هيكلة Koei Tecmo، اندمجت Gust Nagano مع Koei Tecmo Kyoto لتشكيل Gust، وهو قسم مدمج بالكامل لشركة Koei Tecmo في مارس 2020، نقلت Gust الاستوديو الرئيسي الخاص بها من مبناها في ناغانو إلى كوي تيكمو المكتمل حديثًا، مقر الشركة المالكة الرئيسي في ميناتو ميراي 21.